# CAF Champions League 2018-19
De CAF Champions League 2018-19 is de  55ste editie van de  CAF Champions League. Het toernooi werd gehouden van 27 november 2018 tot en met 2 juni 2019.

## Wijziging in competitiestructuur
Op 27 juli 2017 besloot het uitvoerend comité van de Afrikaanse voetbalbond (CAF) dat de clubcompetities niet meer van februari tot november worden gespeeld maar volgens het Europese systeem (augustus tot mei) vanaf het seizoen 2019-20.

## Speelschema
| Fase         | Ronde         | Loting                           | 1e wedstrijd        | 2e wedstrijd         |
| ------------ | ------------- | -------------------------------- | ------------------- | -------------------- |
| Kwalificatie | Voorronde     | 3 november 2018 (Rabat, Marokko) | 27–28 november 2018 | 4–5 december 2018    |
| Kwalificatie | 1e ronde      | 3 november 2018 (Rabat, Marokko) | 14–16 december 2018 | 21–23 december 2018  |
| Groepsfase   | Speeldag 1    | 28 december 2018 (Cairo, Egypte) | 11–13 januari 2019  | 11–13 januari 2019   |
| Groepsfase   | Speeldag 2    | 28 december 2018 (Cairo, Egypte) | 18–20 januari 2019  | 18–20 januari 2019   |
| Groepsfase   | Speeldag 3    | 28 december 2018 (Cairo, Egypte) | 1–3 februari 2019   | 1–3 februari 2019    |
| Groepsfase   | Speeldag 4    | 28 december 2018 (Cairo, Egypte) | 12–13 februari 2019 | 12–13 februari 2019  |
| Groepsfase   | Speeldag 5    | 28 december 2018 (Cairo, Egypte) | 8–10 maart 2019     | 8–10 maart 2019      |
| Groepsfase   | Speeldag 6    | 28 december 2018 (Cairo, Egypte) | 15–17 maart 2019    | 15–17 maart 2019     |
| Eindronde    | Kwartfinales  | 20 maart 2019 (Cairo, Egypte)    | 5–7 april 2019      | 12–14 april 2019     |
| Eindronde    | Halve finales | 20 maart 2019 (Cairo, Egypte)    | 26–28 april 2019    | 3–5 mei 2019         |
| Eindronde    | Finale        | 20 maart 2019 (Cairo, Egypte)    | 24–25 mei 2019      | 31 mei - 1 juni 2019 |

## Groepsfase

### Groep A
| Pos | Team              | Wed | W | G | V | Ptn | DV | DT | +/− | Kwalificatie |
| --- | ----------------- | --- | - | - | - | --- | -- | -- | --- | ------------ |
| 1   | Wydad Casablanca  | 6   | 3 | 1 | 2 | 10  | 8  | 6  | +2  | Kwartfinales |
| 2   | Mamelodi Sundowns | 6   | 3 | 1 | 2 | 10  | 9  | 5  | +4  | Kwartfinales |
| 3   | Lobi Stars        | 6   | 2 | 1 | 3 | 7   | 4  | 6  | −2  |              |
| 4   | ASEC Mimosas      | 6   | 2 | 1 | 3 | 7   | 6  | 10 | −4  |              |

### Groep B
| Pos | Team               | Wed | W | G | V | Ptn | DV | DT | +/− | Kwalificatie |
| --- | ------------------ | --- | - | - | - | --- | -- | -- | --- | ------------ |
| 1   | Espérance de Tunis | 6   | 4 | 2 | 0 | 14  | 9  | 2  | +7  | Kwartfinales |
| 2   | Horoya AC          | 6   | 3 | 1 | 2 | 10  | 6  | 7  | −1  | Kwartfinales |
| 3   | Orlando Pirates    | 6   | 1 | 3 | 2 | 6   | 6  | 6  | 0   |              |
| 4   | FC Platinum        | 6   | 0 | 2 | 4 | 2   | 3  | 9  | −6  |              |

### Groep C
| Pos | Team           | Wed | W | G | V | Ptn | DV | DT | +/− | Kwalificatie |
| --- | -------------- | --- | - | - | - | --- | -- | -- | --- | ------------ |
| 1   | TP Mazembe     | 6   | 3 | 2 | 1 | 11  | 13 | 4  | +9  | Kwartfinales |
| 2   | CS Constantine | 6   | 3 | 1 | 2 | 10  | 8  | 6  | +2  | Kwartfinales |
| 3   | Club Africain  | 6   | 3 | 1 | 2 | 10  | 5  | 9  | −4  |              |
| 4   | Ismaily SC     | 6   | 0 | 2 | 4 | 2   | 4  | 11 | −7  |              |

1. ↑  Op 23 januari 2019 maakte de Afrikaanse voetbalbond CAF bekend dat  dat Ismaily SC werd gediskwalificeerd door extreme misdragingen door de fans tijdens hun thuiswedstrijd tegen Club Africain on 18 januari 2019. Alle resultaten werden geannuleerd, maar doordat de club in beroep ging tegen deze beslissing, werd de club op 10 februari weer toegelaten tot het toernooi.

### Groep D
| Pos | Team         | Wed | W | G | V | Ptn | DV | DT | +/− | Kwalificatie |
| --- | ------------ | --- | - | - | - | --- | -- | -- | --- | ------------ |
| 1   | Al-Ahly      | 6   | 3 | 1 | 2 | 10  | 11 | 3  | +8  | Kwartfinales |
| 2   | Simba SC     | 6   | 3 | 0 | 3 | 9   | 6  | 13 | −7  | Kwartfinales |
| 3   | JS Saoura    | 6   | 2 | 2 | 2 | 8   | 6  | 9  | −3  |              |
| 4   | AS Vita Club | 6   | 2 | 1 | 3 | 7   | 9  | 7  | +2  |              |

## Eindfase

### Kwartfinales
| Team 1            | Tot. | Team 2             | 1e wedstr. | 2e wedstr. |
| ----------------- | ---- | ------------------ | ---------- | ---------- |
| CS Constantine    | 3–6  | Espérance de Tunis | 2-3        | 1-3        |
| Mamelodi Sundowns | 5–1  | Al-Ahly            | 5-0        | 0-1        |
| Horoya AC         | 0–5  | Wydad Casablanca   | 0-0        | 0-5        |
| Simba SC          | 1–4  | TP Mazembe         | 0-0        | 1-4        |

### Halve finale
| Team 1             | Tot. | Team 2            | 1e wedstr. | 2e wedstr. |
| ------------------ | ---- | ----------------- | ---------- | ---------- |
| Wydad Casablanca   | 2–1  | Mamelodi Sundowns | 2-1        | 0-0        |
| Espérance de Tunis | 1–0  | TP Mazembe        | 1-0        | 0-0        |

## Finale

### Heenwedstrijd
|                                         |                  |     |                    |                                                                           |
| 24 mei 2019 22:00 (UTC+0) 00:00 (UTC+2) | Wydad Casablanca | 1–1 | Espérance de Tunis | Prince Moulay Abdellah Stadium, Rabat Scheidsrechter: Gehad Grisha ( EGY) |
| 24 mei 2019 22:00 (UTC+0) 00:00 (UTC+2) | Comara 79'       |     | Coulibaly 44'      | Prince Moulay Abdellah Stadium, Rabat Scheidsrechter: Gehad Grisha ( EGY) |

### Terugwedstrijd
|                           |                    |                 |                  |                                                                          |
| 31 mei 2019 22:00 (UTC+1) | Espérance de Tunis | 1–0 geannuleerd | Wydad Casablanca | Stade Olympique de Radès, Radès Scheidsrechter: Bakary Gassama ( Gambia) |
| 31 mei 2019 22:00 (UTC+1) | Belaïli 41'        |                 |                  | Stade Olympique de Radès, Radès Scheidsrechter: Bakary Gassama ( Gambia) |